# Giampaolo Mazza
Giampaolo Mazza, född 26 februari 1956, är en sanmarinsk fotbollstränare som mellan 1998 och 2013 var tränare för San Marinos herrlandslag i fotboll. Han är 2010 den europeiske landslagstränare som innehaft sin post längst.
Han spelade för San Marino Calcio i det italienska ligasystemet innan han flyttade runt till ett flertal italienska klubbar under sin karriär innan han avslutade karriären i lokala klubbar i San Marino. Han fick under sin karriär spela fem landskamper för San Marinos landslag.
Efter spelarkarriären blev han tränare. Han började tränarkarriären i samma klubb som hans spelarkarriär började i, San Marino Calcio. Han tränade sedan ett flertal italienska klubbar innan han 1998 blev tränare för San Marinos landslag. Han har varvat jobbet som tränare för landslaget med andra tränarjobb i olika klubbar och med ett jobb som idrottslärare på en skola.